# Synchronstudio
Ein Synchronstudio bezeichnet eine spezielle Form eines Tonstudios. Es handelt sich um technische Räumlichkeiten zur Aufnahme von Sprache zu bereits vorhandenen Filmen und Serien.  Die Akteure, welche den Schauspielern ihre Stimmen leihen, heißen Synchronschauspieler. Oft wird auch das gesamte Unternehmen so genannt, wenn es in diesem Bereich tätig ist.

## Hintergrund
Während in manchen anderen Ländern fremdsprachige Kino- oder Fernsehfilme mit Untertiteln versehen werden, ist es in Deutschland seit Jahrzehnten üblich, Filme lippensynchron mit einer deutschen Fassung zu versehen. Dazu wird zunächst eine Rohübersetzung erstellt, woraus ein Synchronregisseur ein Synchron-Drehbuch fertigt. Dabei muss der deutsche Text so beschaffen sein, dass er genauso lang wie der Originaltext ist, zu den Mundbewegungen der Schauspieler passt und die inhaltliche Aussage des Originaltextes erhalten bleibt.
Ein Aufnahmeleiter wählt anschließend aus seiner Kartei die passenden deutschen Stimmen aus. Der endgültigen Besetzung geht in der Regel ein Vorsprechen mit mehreren potentiellen Sprechern voraus, um dem Charakter des Originals möglichst nahezukommen. Aber auch andere Kriterien wie das Zusammenspiel der Synchronstimmen untereinander, das Schauspiel mit der Stimme oder auch die Erfahrungen und Fähigkeiten der Synchronsprecher spielen bei der Auswahl der Sprecherstimme eine Rolle. Berühmte fremdsprachige Schauspieler erhalten fast immer ihre etablierte feste deutsche Besetzung.

## Vorgehen
Ein Film wird in viele kleine Abschnitte, sogenannte „Takes“ unterteilt. Diese werden dann Stück für Stück mit den deutschen Sprechern aufgenommen. Für die deutsche Tonmischung liegt dem Synchronstudio eine internationale Tonmischung vor, in welcher alle Geräusche und die Musik enthalten sind, nicht aber die Originalstimmen. Nötigenfalls muss ein Geräuschemacher tätig werden.
Ein Synchronstudio besteht in aller Regel aus einem Regieraum, in welchem sich ein Mischpult, ein digitales Aufnahmesystem, der Toningenieur, der Synchronregisseur und ein Filmeditor befinden. Der Toningenieur achtet auf eine technisch saubere Aufnahme, der Synchronregisseur auf die inhaltliche und künstlerische Leistung der Sprechenden und der Editor überprüft, ob die Aufnahme lippensynchron ist. Der Regieraum ist optisch über ein schalldichtes Fenster mit dem Aufnahmeraum verbunden, in welchem sich mehrere Mikrofone befinden. Die Sprecher haben Blickkontakt zum Regieraum und sehen den Film auf einem Monitor oder einer Leinwand. Sie werden stets versuchen, Bewegungen der Schauspieler nachzuempfinden, um die richtige Sprechweise zu treffen. Synchronsprecher sind zum überwiegenden Teil ausgebildete Schauspieler, die über ein enormes Leistungspotential verfügen müssen.

## Wirtschaftliche Situation
Die größte Dichte an Synchronstudios in Deutschland gibt es in München, Hamburg, Köln, Potsdam und Berlin. In den 80er- und 90er Jahren erlebte die Branche durch das sich rasant entwickelnde Privatfernsehen und den dadurch rapide angestiegenen Einkauf ausländischer Serien eine Hochkonjunktur. Inzwischen produzieren die Privatsender aber eine Vielzahl eigener Fernsehserien und Filme, so dass sich der Arbeitsanfall in der Synchronbranche erheblich reduziert hat.
Der Vollständigkeit halber sei erwähnt, dass es auch im reinen Nachrichten- und Magazingeschäft Synchronstudios gibt und „synchronisiert“ wird, dabei geht es jedoch nicht um lippensynchrone Aufnahmen, sondern es spricht zum Beispiel ein Reporter seinen Off-Text zu den Nachrichtenbildern.